# ゴリオ爺さん
『ゴリオ爺さん』（ゴリオじいさん、仏：Le Père Goriot）は、19世紀フランスの文豪オノレ・ド・バルザックにより、1835年に発表された長編小説で代表作。作品集『人間喜劇』のうち「私生活情景」に収められた。
1819年のパリを舞台に、子煩悩な年寄りゴリオ、謎のお尋ね者ヴォートラン、うぶな学生ウージェーヌ・ラスティニャックの3人の生き様の絡み合いを追う。大衆受けする作品で、しばしば映像化や舞台化がなされている。
サマセット・モームは、『世界の十大小説』の一つに挙げている。この作品の影響で、「ラスティニャック」は、フランス語で出世のためならどんな手も使う野心家をさす代名詞となった。

## 概要
1834年から1835年にかけて連載小説としてはじめて世に出て以来、『ゴリオ爺さん』は、バルザックの作品中で最も重要なものと広く考えられている。まず、著者がそれまでに書いた他の小説の登場人物をまた登場させるという、バルザックの作品を特徴づけ『人間喜劇』を文学の中で孤高ならしめる手法、いわゆる「人物再登場法」をはじめて本格的に採用した点で特筆される。また、この小説は、登場人物およびサブテキスト（いわゆる行間の表現）を創り上げるために微に入り細に穿った表現を用いるバルザックの写実主義の典型としても有名である。
本作では、ブルボン家による王政復古の時代を舞台に、上流階級の座を確保しようともがく人々の姿が遍く描かれている。パリという都市も、登場人物たち、特に南フランスの片田舎で育った青年ラスティニャックに対して強烈な印象を与えている。バルザックは、ゴリオや他の人々を通して、家族や結婚の本質を分析し、そういった制度を悲観的に描いてみせた。
バルザック自身もこの作品を気に入っていたが、批評家からさまざまな褒貶を受けた。作家の描く複雑な登場人物や細部への注目に対して称揚する批評もあったが、堕落した行為や貪欲の描写の多さを非難したものもあった。

## 背景

### 歴史的背景
『ゴリオ爺さん』は、1815年にナポレオン1世のワーテルローでの敗北後、ブルボン家による復古王政が始まった後のこととして話が始まる。当時、ルイ18世とともに復古された貴族制と、産業革命によって勃興したブルジョアジーとの間で緊張が高まっていた。そして、フランスは、圧倒的な貧困に浸かった下層階級の存在によって、社会構造の緊迫を経験していた。ある推計によれば、生計を立てるのに必要な最低額である年500-600フランの収入に満たない者が、パリの人口の4分の3近くにのぼったという。だが、同時に、この激動は過去何世紀も続いたアンシャン・レジームの下では考えられなかったような社会的地位の変化を可能にしていた。この新しい社会のルールに自分を進んで合わせた人々の中には、つましい境遇からより上層へと登ることのできた者もいたが、もちろん古くからの由緒正しい富める者たちには忌み嫌われた。

### 文学的背景
バルザックが『ゴリオ爺さん』を執筆した1834年の時点で、彼はすでに（生計のために偽名で書いた一連の濫造小説を含めて）数十冊の著書をものしていた。1829年にはじめて本名で『ふくろう党』を出版してからも、『ルイ・ランベール』（1832年）、『シャベール大佐』（同年）、『あら皮』（1831年）と名作を発表している。この頃までにはバルザックは自分の作品を、後に『人間喜劇』と呼ばれることになった作品集としてまとめ始め、19世紀初頭のフランスのさまざまな顔（側面）を表現するものとして分類している（人間喜劇の項を参照）。

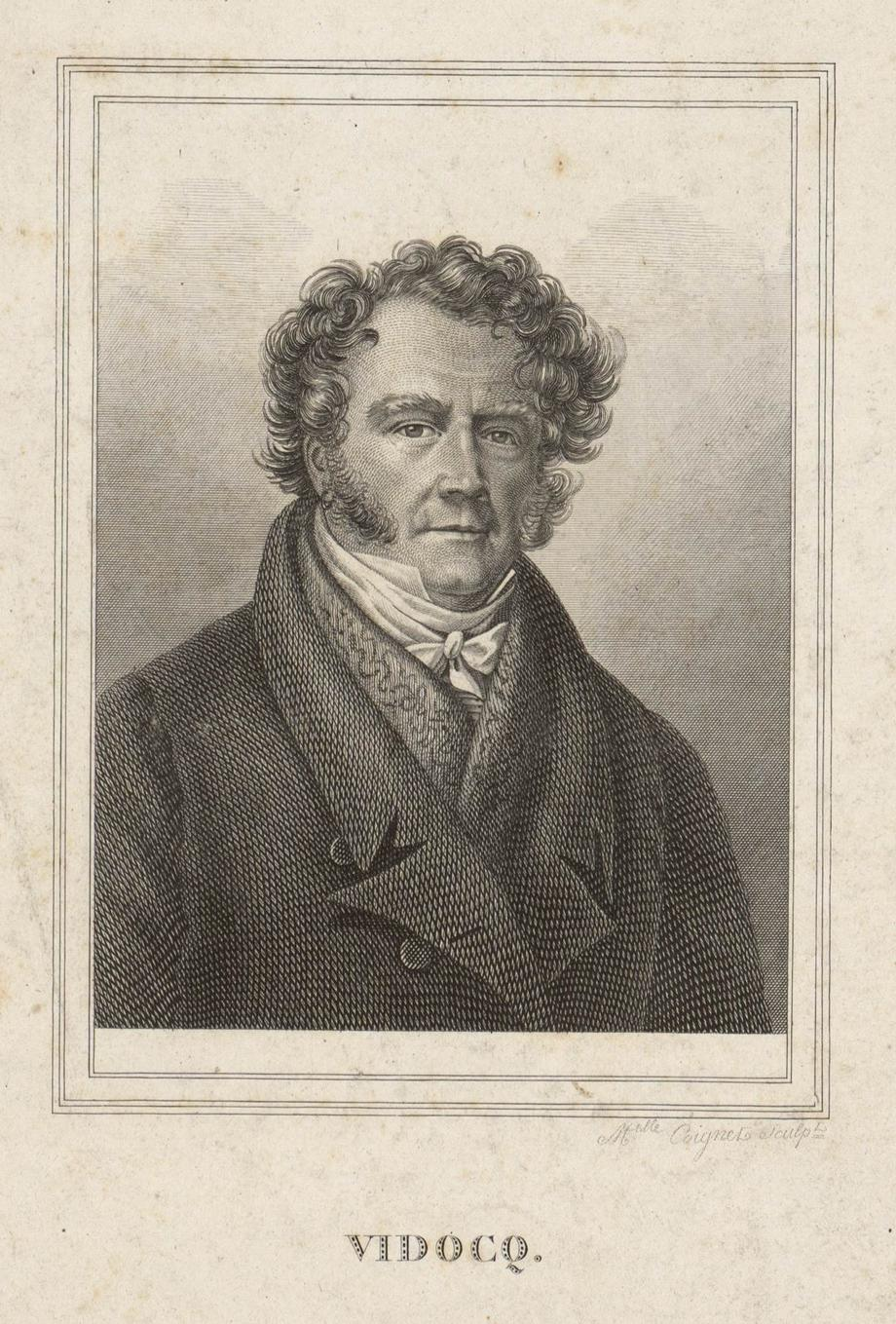
フランスの犯罪者ウージェーヌ・フランソワ・ヴィドック。『ゴリオ爺さん』に登場する悪党ヴォートランのモデルとなった。

バルザックを魅了したさまざまなフランスの顔の一つが、犯罪者の生き様だった。1828年の冬に、ペテン師から警官へと転身したフランス人ウージェーヌ・フランソワ・ヴィドックの回想録が出版され、犯罪的な手柄の数々が詳しく書かれたためにセンセーションを巻き起こした。バルザックは1834年4月に彼と会い、当時構想中だった小説の登場人物ヴォートランのモデルとした。

## 執筆と出版
バルザックが、自分の娘たちに拒絶された父親の悲劇に取り掛かったのは、1834年の夏のことだった。バルザックの日記には、数行の右のようなプロットが日付なしで記録されている「老ゴリオ氏の主題―善良な人物―中流下宿の住人―年収は600フラン―年収5万フランの娘たちに全財産を奉げ―野垂れ死にする」。バルザックは、秋の40日ほどをかけて文案を練り、12月から翌1835年の2月まで「パリ評論」誌上に連載した。3月にはウェルデ出版社から出版、5月には第2版が出た。第3版は大幅に改訂されて1839年、シャルパンティエが出版している。バルザックには、出版社から渡された校正刷りにおびただしいメモを書き込む癖があり、そのために彼の小説は版を重ねるにつれて、初期のものとはかなり違うものになることがよくあった。『ゴリオ爺さん』の場合は、登場人物の多くを彼が以前書いた小説で登場した人物に差し替え、また詳細な描写を盛り込んだ新たなパラグラフを付け加えた。
ウージェーヌ・ド・ラスティニャックは、初期の哲学的幻想小説『あら皮』では老人として登場した。『ゴリオ爺さん』の最初の文案を練っている時は、登場人物に「マシアック」という名をつけていた。しかし、不意に『あら皮』に登場させた同じ人物を使うことに決め、他の登場人物も同様に変更されていった。バルザックが人物再登場を構造的に用いたのは、これがはじめてだった。これを深く、厳格に実践することで、彼の小説は特徴的なものとなっていった。
1843年に、バルザックは、『ゴリオ爺さん』を『人間喜劇』中の「パリ生活情景」に収めた。しかし、すぐ後になって - この小説が個々の登場人物の人生に深く焦点を当てたものであることから - 「私生活情景」に移すことにした。『人間喜劇』の中で彼が立てた枠組みと収められた小説は、バルザックが社会全体を叙述するため、混乱の極みにある社会を写し取りつくすための創作の試みであった。この時点では、まだ彼は「風俗研究」と名づけられた『人間喜劇』の小さな先駆けしか準備できていなかったが、しかしそれぞれの作品が彼の計画の中で占める位置を慎重に勘案しながら、しばしば構成をし直していたのだった。

## あらすじ
小説はパリ、ヌーヴ＝サント＝ジュヌヴィエーヴ通り（現トゥルヌフォール通り、5区）にある下宿屋ヴォケール館の、延々とつづく叙述から始まる。この館の住人の中に、法学生ウージェーヌ・ド・ラスティニャック、ヴォートランという名の謎めいたアジテーター、そして隠居したヴァーミセリ作り（製麺業者）のジャン・ジョアシャン・ゴリオという老人がいた。この老人はいつも他の下宿人たちから嘲り笑われていたが、彼らは程なく、この老人が上流階級に嫁いだ二人の娘に金を工面するために破産してしまったことを知る。
南フランスからパリに上ってきたラスティニャックは、上流階級に憧れを抱くようになる。なかなか上流社会に適合できずにいたラスティニャックは、従姉妹で社交界の花形だったボーセアン子爵夫人に処世術の手ほどきを受ける。彼女の紹介で知り合ったゴリオ爺さんの娘の一人、デルフィーヌ・ド・ニュシンゲンに彼は惹かれていき、田舎でつましく暮らす家族からの、なけなしの送金を使い込んでしまう。一方ヴォートランは、ヴォケール館に住む娘ヴィクトリーヌを恋するようにラスティニャックにしきりに勧める。兄のせいで幸せをつかみ損ねているヴィクトリーヌのために、ヴォートランは決闘で兄を殺してラスティニャックの前途を開こうと言い出す。
ラスティニャックはヴォートランの計画に乗ることは断るが、上流社会での現実的な生き方をしろという教えは心に留める。やがて住人たちはヴォートランがお尋ね者で、「トロンプ・ラ・モール」（不死身）と呼ばれる悪党の親玉であることを知る。ヴォートランは仲間を使ってヴィクトリーヌの兄を殺害させるが、その当日自らも住人の前で警察に逮捕されてしまうのだった。一方ゴリオは、ラスティニャックがわが娘を恋していることには好意的であり、その娘デルフィーヌが夫に虐げられていることに怒りを覚えていた。ところが、もう一人の娘アナスタジーが恋人の借金のために家の宝石を売ってしまったことを知ると、この老人は自分の無力さに打ちひしがれ、悲しみのあまり卒中になってしまった。
ゴリオは死の床にありながらデルフィーヌにもアナスタジーにも見舞ってもらえず、娘たちの不孝に激怒しながら死んでいく。ゴリオの葬儀に列席したのはラスティニャックと召使のクリストフ、それに二人の雇われ泣き男だけだった。葬儀が終わるとラスティニャックはペール・ラシェーズ墓地の高みに登り、灯りのともり始めた夕暮れのパリ、ヴァンドーム広場の円柱とアンヴァリッドの円屋根に挟まれたあたり、自分が入り込もうとする上流社交界が棲息している場所を見下ろす。デルフィーヌ・ド・ニュシンゲンのところへ晩餐を取りに行くことに決めた彼は、パリに向かってこう叫ぶ。「さあ今度はお前と僕の番だ！」（"A nous deux maintenant!"）

## 登場人物
ウージェーヌ・ド・ラスティニャック(fr:Eugène de Rastignac)
パリで法律を学ぶ学生。アングーレム出身。伯母の紹介でボーセアン子爵夫人と出会い、社交界に出入りする。後にデルフィーヌの愛人となる。妹と弟がいる。
ゴリオ(fr:Jean-Joachim Goriot)
ヴァーミセリ作りで財を成す。アナスタジーとデルフィーヌの父親。娘の結婚の際に財産の殆どを持参金として与え、結婚後も娘へ金の工面を続ける。
ヴォートラン(fr:Vautrin (Balzac))
脱獄囚。ヴィクトリーヌに財産を継がせる為に兄を決闘で死なせる。本名はジャック・コラン。またの名をトランプ・ラ・モール(不死身)。
デルフィーヌ・ド・ニュシンゲン男爵夫人(fr:Delphine de Nucingen)
ゴリオの次女。
アナスタジー・ド・レストー伯爵夫人(fr:Anastasie de Restaud)
ゴリオの長女。
ボーセアン子爵夫人(fr:Vicomtesse de Beauséant)
ラスティニャックの親戚。愛人と駆け落ちしたが失恋し、パリを離れる。
ビアンション(fr:Horace Bianchon)
ラスティニャックの友人。医学生。
ヴォケー夫人
下宿を営む。
クーチュール夫人
ヴィクトリーヌの母方の親戚。
ポワレ
ヴォケー館の住人。
ミショノー嬢
ヴォケー館の住人。ヴォートランを警察へ密告する。
ジャン・フレデリック・タイユフェール(fr:Jean-Frédéric Taillefer)
ヴィクトリーヌの父親。
ヴィクトリーヌ・タイユフェール
ヴォケー館の住人。ラスティニャックに好意を抱く。
ニュシンゲン男爵(fr:Frédéric de Nucingen)
銀行家。デルフィーヌの夫。
レストー伯爵
アナスタジーの夫。
マクシム・ド・トラーユ伯爵fr:Maxime de Trailles
アナスタジーの愛人。
アジュダ・ピント侯爵fr:Marquis d'Ajuda-Pinto
ボーセアン子爵夫人の愛人だが、ロシュフィード家の令嬢と結婚する。
シルヴィー
ヴォケー館の料理担当。
クリストフ
ヴォケー館の下男。

## 文体と技法
『ゴリオ爺さん』におけるバルザックの文体は、アメリカの小説家ジェイムズ・フェニモア・クーパーとスコットランドの作家ウォルター・スコットに影響されている。バルザックは、クーパーのアメリカ先住民の描写の中に、文明化の努力にもかかわらず残っている人間の野蛮性を見ている。1835年第2版の序文でバルザックはゴリオについて、飢えが蔓延する時代にヴァーミセリを売って財を成したゴリオは「小麦取引をするイリノイ族」、「穀物市場のヒューロン族」だという。また、ヴォートランにパリは「20の蛮族がひしめき合う新世界の森のようだ」と語らせており、これもまたクーパーの影響である。
スコットもまたバルザックに深く影響を与えており、ことに実際の史実を小説の背景として使う点においてそれがいえる。『ゴリオ爺さん』において、歴史が中心にあるわけではないが、ナポレオン後の時代ということが重要な設定になっている。バルザックの細心なディテールの使用という点もスコットの影響を受けている。1842年の『人間喜劇』総序においてバルザックはスコットを「現代のトルバドール（抒情詩人）」であり「文学に過去の精神を吹き込んで生きたものにした」と称えている。しかし同時に彼はこのスコットランドの作家を、歴史をロマン主義的にしか解釈しなかったとして批判し、自己の作品では人間の本質をより総合的な立場から捉えることでスコットから訣別しようとしている。

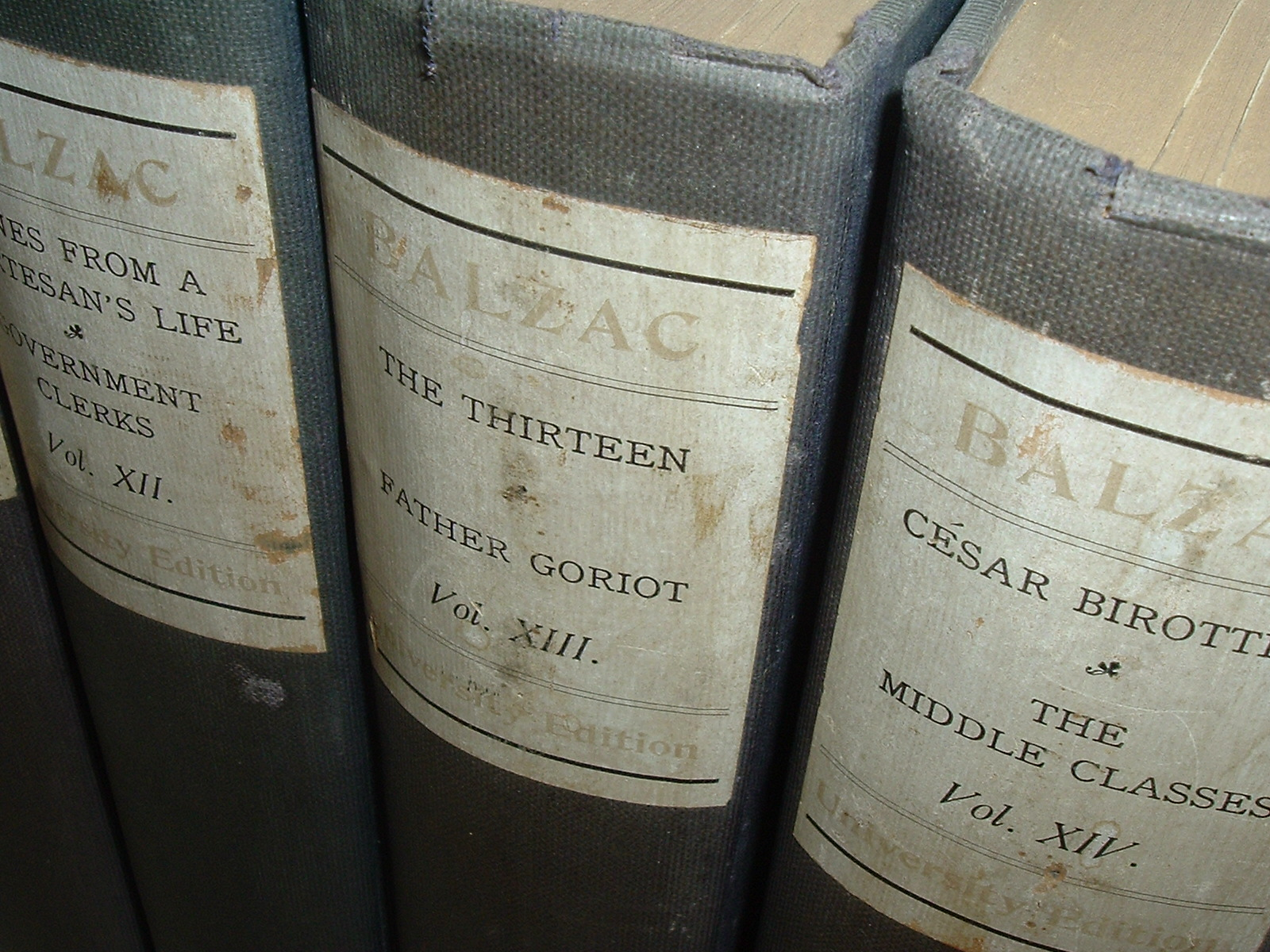
1901年版のバルザック全集、『ゴリオ爺さん』も収められている。

この小説が「ミステリー」と呼ばれることがままあるが、実際には推理小説でも探偵物でもない。むしろ最も重要な謎は苦しみの源泉であり奇矯な振る舞いの動機である。登場人物たちは、断片的に登場しては彼らが何者なのか、小さな手がかりを残してすぐにいなくなる。例えばヴォートランは、何度も物語中にさっと現れ、ラスティニャックに忠告を提供してみたり、ゴリオをからかってみたり、召使のクリストフに、夜中に自分を家に入れるように賂をやってみたり、というようなことが悪党の首領だと明かされる前に描かれる。こういった手法で人物を舞台に出入りさせるのが、『人間喜劇』を通してのバルザックによる登場人物の起用法なのである。
『ゴリオ爺さん』はまた、純粋な青年がこの世の生き方を学んでいく教養小説とも理解されている。ラスティニャックはパリ社会の真実と成功の秘訣を、ヴォートランやボーセアン夫人やゴリオ、そのほかの人々に教えられていく。はじめはごくありふれた人間であり、彼はこの社会のきらびやかな表面の下に潜むぞっとするような現実からこっぴどい目にあう。しかし最後にはそれを我が物とするのである。彼は当初の目標である法律の勉強をそっちのけで金と女性を、出世のための道具として追求していく。ある意味でこれはバルザック自身の社会勉強を反映している。彼も三年間法律を学んだあげく、それを嫌悪するようになっていたのである。

### 人物再登場
『ゴリオ爺さん』は、バルザックの代名詞ともいえる人物再登場法を初めて採用した重要な作品として知られる。以前の作品に登場した人物が、あとの作品に、普通はまったく異なった年齢となって再登場する。バルザックは、ラスティニャックを再登場させた効果に満足して、初版で23人を再登場させている。これは版を追うごとに増加して最後は48人になった。バルザックは、『ゴリオ爺さん』以前にもこの手法を使ったことはあったが、そこでは常に端役として、以前とうりふたつの人物として登場させていた。ラスティニャックの登場によってはじめて、バルザックの作品はある一つの小説がそのまま、別の小説に再登場した人物のバックストーリー（人物背景）となった。
バルザックは、『人間喜劇』に取り組んだ30年間を通じてこの方法を実験し続けた。この方法によって、人物設定は単に人物描写や会話で行われる以上に深いものにできた。評論家のサミュエル・ロジャースは次のように述べている、「ある人物が再登場するとき、彼はそこにいるだけではない。彼は自分の私生活の秘密とともに現れる、それは長い間我々が見ることを許されなかったものなのだ」。読者がしばしば困るのは、バルザックの作品世界に登場する人物の膨大さで、そのおかげで大切な物語の筋を見失ってしまうように感じたりする。推理小説家のアーサー・コナン・ドイルは、決してバルザックを読もうとしなかった、彼は「どこから読み始めていいものやら解らない」からであったという。
この登場人物を再利用するというやり方は、『ゴリオ爺さん』の筋立てそのものにも影響を与えている。ニュシンゲン男爵が再登場する『ニュシンゲン銀行』（1837年）で明らかにされるのだが、彼の妻デルフィーヌとラスティニャックの情事は、実は男爵自身が計画しお膳立てしたものだったという。この新たな仔細が、『ゴリオ爺さん』の中の三人の行動に更なる光を当てることになる。つまりこの小説は、あとから書かれた小説の内容によってさらに進化するのである。

### レアリスム
バルザックは非常にこまごまとした、あふれるほどの詳細さでヴォケール館、住人たち、それを取り巻く世界を描写している。この手法こそ、彼がレアリスム小説の父と呼ばれるゆえんなのである。この詳細な描写は、もっぱらヴォケール館の住人たちの困窮ぶりを浮かび上がらせている。これに対して富裕層の家庭の描写ははるかに雑である。ボーセアン子爵夫人の部屋はさらりと触れるだけ、ニュシンゲン家の生活についての描きぶりも仔細さとは程遠い。
小説の冒頭でバルザックは、英語で "All is true" （すべて真実なのだ）と断言している。登場人物と設定は仮構であるものの、描かれている細部は - 当時のパリの現実生活を反映したものであるのだが - ヴォケール館の世界を忠実に表現している。ヌーヴ＝サント＝ジュヌヴィエーヴ通り（そこにヴォケール館があった）は、「家々にぞっとするような外観」を与えたが、「それが高い壁を持つことから、牢獄を示唆するものであった」。屋内の調度は、粗末な居間（「これ以上に憂鬱になる場所はない」）から祝祭を描いた壁紙（「郊外の小さな食堂でもそんなもの使わないような紙」）まで、まずい食事で有名な家を飾る皮肉な装飾が微細に叙述されている。バルザックはこれらの細部描写を、壁紙貼りの修行をした専門家の友人イアサント・ド・ラトゥーシュから教わっている。ヴォケール館はそのぞっとするような、下宿館独特のにおいについてまで描写されている。

## 主題

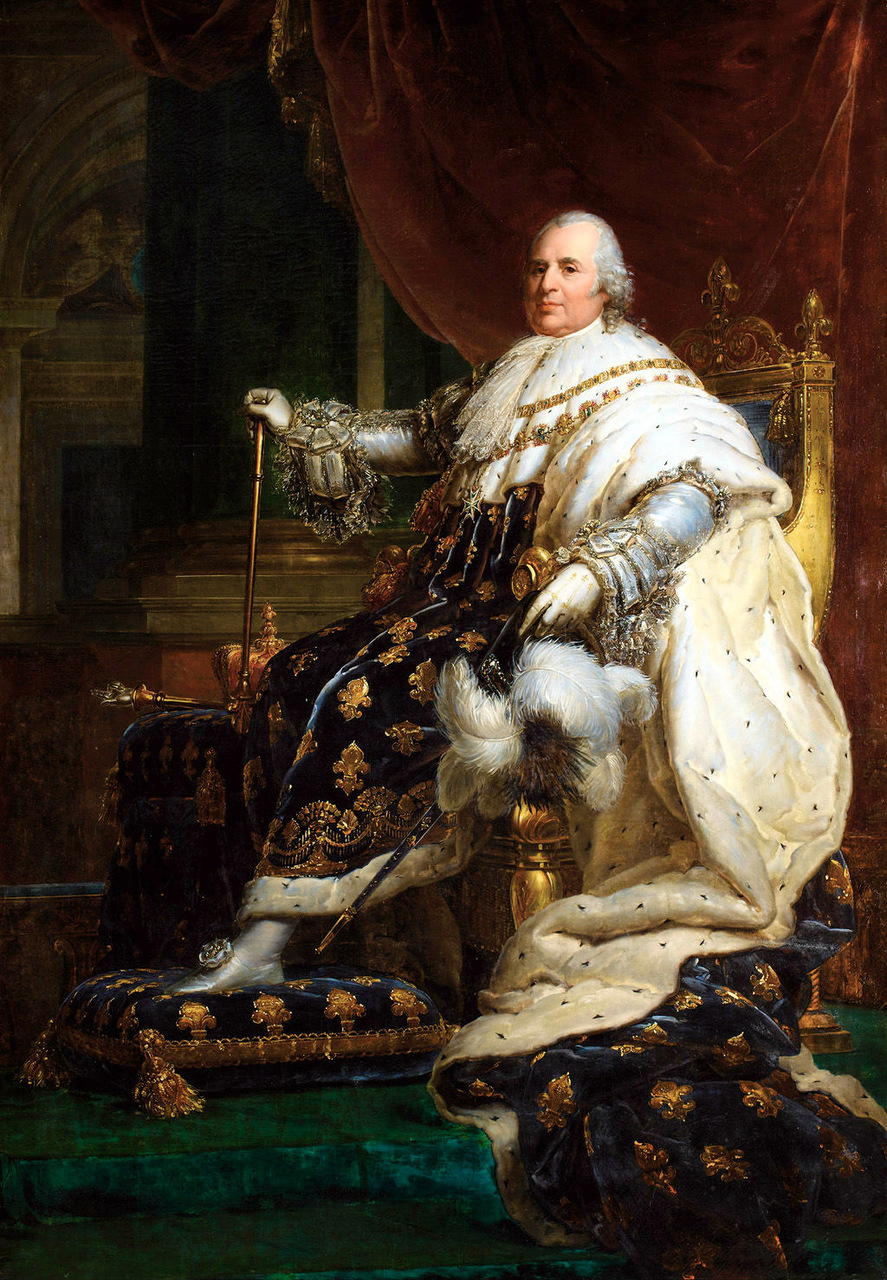
ルイ18世によって認められた1814年憲章は、富裕層による支配の法体系を生み出し、『ゴリオ爺さん』でラスティニャックの行動の背景となっている。

### 社会成層
『ゴリオ爺さん』の主要テーマの一つに、社会成層（ある社会の構成員の中で、各自が持つ権力や富の差によってできた社会的地位の分化）を知り、そこを上昇していくことの追求がある。ルイ18世が裁可した1814年憲章によってできた「法治国家」は、フランス国民のうち最も富を持ったごく一握りの集団にしか選挙権を認めていなかった。そんな状況の下でラスティニャックが抱いた社会的地位を得たいという意志は、彼の個人的な野心というだけではなく、自らも政体に参加したいという意志のあらわれだった。スコットの小説の登場人物と同様、ラスティニャックは、その言葉も行動も、彼の生きていた時代の時代精神である。

バルザックは登場人物の言動と彼自身の語りによって、当時の社会の中にある社会ダーウィニズム的思想を赤裸々に描いている。ボーセアン子爵夫人はラスティニャックにあけすけに言う：
冷徹に計算すればするだけ、あなたは出世できるわ。無慈悲に殴れば、周囲からは怖がられることでしょう。あなたにとって馬車馬程度の価値しかない人間なら、相手がへばらないうちにとっとと乗り換え、用がなくなれば道に置き去りにしなさい。そうでなければ、望みなんてかなえられないの。そして、いいこと？あなたは女性に好かれなければ何にもなれない、それも若くて財産がある、世俗の女性に。でも、もしあなたの方が好きになってしまったら、それは大事に鍵をかけてしまって、誰にもわからないようにすることね。さもないと終わりだわ、あなたは死刑執行人の座を滑り落ちて、死刑囚になってしまうでしょう。万が一愛するようなことがあるなら、決して秘密はもらさないことね。
この姿勢はヴォートランには一層はっきりと見られる。彼はラスティニャックに言う、「今の君には説明もつかないくらいの大成功を収めたかったら、決してばれないように犯罪を行うことだ。ばれないという事は、完全にうまくいったということだからな」。この言葉はしばしばこう言い換えられてきた、「大成功の影には、大犯罪が付き物」。

### パリの役割
この小説が描いた社会成層は、おそらく当時のヨーロッパで最も稠密な都市だったパリ独特のものである。ラスティニャックが毎日そうしたように、何区画か歩くだけで、読者はまったく違った世界に入り込む。これはおもに、そこに住む人の階級の違いからくるものである。ブルボン復古王政時代のパリは、階級によって住む場所がはっきりと分かれていた。『ゴリオ爺さん』には、そのうち典型的な3つの地区が登場する。ブールヴァール・サンジェルマン周辺の貴族地区、ショセ＝ダンタン通りの新興ブルジョアジーの住宅地、そしてモンターニュ・サント＝ジュヌヴィエーヴの東斜面にある不健全な地域である。
パリのこれらの地区は、ラスティニャックが支配したいと望んだ世界そのもの（一方ヴォートランの方は誰にも覚られないように、こっそりとそこで仕事をしていたわけだが）だった。田舎出の純粋な青年の常として、ラスティニャックはこの世界に新たな家庭を求めたのだった。パリは、彼にはるかな故郷の家族を捨て、自分を都会的な冷酷な人間に作り変える機会を提供していた。ラスティニャックが「出エジプト」のごとくパリにやって来たように、多くの人々がこのフランスの首都へと集まり、1800年からの30年間で人口は倍加した。このように、この小説の本質は、その舞台となったパリとは切り離せないところにある。評論家のピーター・ブルックスによれば、「パリは、この小説に独特の調べを与えている不気味な存在である。」

### 転落
ラスティニャックもゴリオも、自らの欲望のために転落あるいは腐敗してしまった人間の代表である。ラスティニャックは、彼の凄まじい出世欲という点でファウストと、またヴォートランはメフィストフェレスと対比される。評論家のピエール・バルベリによれば、ヴォートランのラスティニャックへの説教は「『人間喜劇』中で、そして無論世界の文学の中でも、最もすばらしい場面の一つである」。社会的混乱のなかにあるフランスは、ヴォートランにとって立身出世主義を実現するための遊技場であり、彼はラスティニャックに、自分に倣うようそそのかすのである。
ヴォートランは手段や方法を説明したに過ぎなかったが、結局ラスティニャックの心はより大きな社会の仕組みに負けることになる。ヴォートランの殺人の申し出は断ったものの、上流社会の根底にある野蛮な原理に屈してしまう。小説の終わり近くで、彼は友人の医師ビアンションにこう言う「僕は今地獄のただ中にいる。そしてそこにいるほか手はないんだ。」
ラスティニャックが富と社会的地位を望んだのに対して、ゴリオが望んだのは、娘たちの愛だけであり、ほとんど偶像崇拝に近いものだった。ゴリオはブルジョアだったから商取引によって富を得たのであり、決して貴族のような本源的蓄積による蓄財をしたわけではなかった。しかし（貴族や上流資本家に嫁いだ）娘たちは、彼の財産をありがたがりはしても、決して公的な形で父親に会おうとはしなかった。彼は物語の終わりごろ、死の淵に臨んでさえも、残りわずかななけなしの所持品を娘のために売ってしまう。

### 家族関係
家族の関係は、二つの類型に分けられる。結婚による紐帯は、主にマキャベリスト言うところの経済的な目的を達するものとして働く。一方親が子供たちに果たす義務は、犠牲や剥奪という形を取る。ゴリオの下の娘デルフィーヌは、金儲けには抜け目のない銀行家ニュシンゲン男爵と愛のない結婚をする。夫のニュシンゲンはデルフィーヌの不義を知ると、それを口実に妻から金を巻き上げてしまう（当時のフランスは夫婦別産制）。一方姉のアナスタジーはレストー伯爵と結婚するが、伯爵は妻の生んだ私生児たちのことよりも、その浮気相手に貢ぐために彼女が売り払った宝石のほうが気に懸かるのである。結婚を権力の道具として描くこのような描写は、この時代の不安定な社会構造が生んだ厳しい現実を再現している。

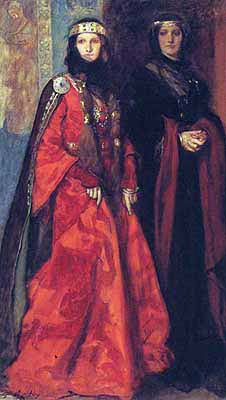
リア王の娘ゴネリルとリーガン（エドウィン・オースティン・アビー、1902年）。ウィリアム・シェークスピアの戯曲『リア王』に登場する二人の娘ゴネリルとリーガンがゴリオの二人の娘に似ているとして、盗作だと言われたことがある。

一方親は、子どもたちに与え続ける。ゴリオは、文字通り娘たちの犠牲となった。バルザックは作品中で、ゴリオが娘たちのために被り続ける苦しみをさして、「キリストの父性」と呼んでいる。娘たちが社会的地位を追い求めて父を見捨てたことで、彼の惨めさは倍加する。小説の掉尾を飾るゴリオの死の床とボーセアン子爵夫人の華やかな舞踏会 - そこに彼の二人の娘とラスティニャックも出席している - のコントラストは、社会と家族の根源的な不和を暗示している。
ゴリオの娘たちの背信行為は、しばしばシェークスピアの戯曲『リア王』の登場人物と比較される。発表当時、バルザックは盗作だとまで言われたことがある。評論家のジョージ・セインツベリーはこの類似について、ゴリオの娘たちも「父親殺しという点ではリア王の娘ゴネリルとリーガンに異ならない」と述べている。しかしハーバート・J・ハントが指摘するように、ゴリオの物語は、ある意味でより悲劇的である。それは「彼にはリーガンとゴネリルはいたが、コーディリアはいなかった」からである。
ラスティニャックの家族もまた、彼のための犠牲となる。彼は金のあるところを見せないと立派な地位にありつけないと信じ、家族に手紙を書いて金の無心をする。「古い宝石を売ってください、お母さん。すぐに新しいのを買って差し上げますから。」彼に言われるままに送金し、小説で直接書かれてはいないが、家族はその結果ひどい困難に見舞われる。犠牲を強いられたにもかかわらず、彼らは息子がパリにいる限り、よりいっそう夢を見るのだった。ゴリオとヴォートランはラスティニャックに父親のような振る舞いをするが、しかし最後には二人ともいなくなり、彼は一人ぼっちになる。

## 評価と影響
『ゴリオ爺さん』はバルザックの最も重要な小説であると広く考えられている。フランス文学に与えた影響も大きなもので、小説家フェリシアン・マルソーは「我々は皆、『ゴリオ爺さん』の子どもだ」と述べている。ブルックスはその「形式の完成度、取った方法と得られた結果の経済性」について言及している。マーティン・ケインズは著書『ゴリオ爺さん、混迷した世界の解剖』の中で「『人間喜劇』における要となる存在」と言っている。またアンソニー・ピューの大著『バルザックの再登場人物』の中での中心的テキストとされ、ヴォケール館の詳細についてまるまる一章を使っている。フランス文学研究にあたり、これほど影響のある小説なので、翻訳もまた多くの言語で何度も行われている。バルザックの伝記作家であるグレアム・ロブは「『ゴリオ爺さん』は『人間喜劇』の中で、英語で安心して読める小説のひとつだ」と述べている。
発表当初の評判は、褒貶相半ばであった。バルザックを盗作呼ばわりしたり、細部にこだわりすぎたり上流社会を単純に描きすぎて読者を混乱させているというものもあった。登場人物のいかがわしいモラルを攻撃し、バルザック自身がそういったモラルを擁護していると断罪するものもあった。作品中に、高潔な考えの人物があまり出てこないといっても非難された。バルザックは1835年第2版の序文でこれらの批判に答えて、ゴリオについて次のように書いた、「哀れな男！財産をなくしたからといって娘たちに拒絶され、あまつさえ批評家どもにまで、不道徳だといって拒否されるとは。」
しかし当時でも肯定的な評価は多かった。『女性新聞』紙は、バルザックの目は「狡猾な蛇のようにすべてお見通しであり、女性の最も奥にある秘密まで探り当てている」と評している。『劇場評論』では彼の「細部を描くすばらしい技術」をほめている。書評の多さがこの本の人気と成功を物語っている。ある出版者による批評では、バルザックを「閨房作家」として退けているが、その将来を「短いが栄光に包まれうらやむべき経歴」と予言していた。
バルザックもこの作品は大いに誇らしく思っており、最終版が出る前にこう語っている、「『ゴリオ爺さん』は非常な成功だ。どんな敵もこれには膝を屈してきた。私はすべてを、友人のみならず私を妬む者をも征服した。」彼はいつもの例として、版を重ねるごとに内容も改訂した。しかし他の作品と比較すると、『ゴリオ爺さん』はまだ初版の姿を大きく変えずにいる。
発表されて以来、この小説は何度も舞台化されている。1835年、まだ発表の数ヵ月後に2つの舞台化が行われて人気を支え、バルザックの大衆的人気を増した。20世紀にもいくつもの作品が製作されている。ジャック・ド・バロンセリとトラヴァース・ヴェールによる脚色のもの、パディ・ラッセル演出の「名作劇場」（アメリカのテレビドラマシリーズ）作品などがある。21世紀にもジャン＝ダニエル・ヴェルハージェの監督作品（シャルル・アズナブールがゴリオを演じている）が作られている。前述のように、ラスティニャックという名は、フランス語では「どのような対価を払ってでも社会の階段を這い上がろうとする人物」の象徴として使われている。

## 日本語訳
- 坂崎登訳『ゴリオ爺さん』河出書房、1948年
- 小西茂也訳『ゴリオ爺さん』角川文庫、1951年
- 小西茂也訳『ゴリオ爺さん』「全集 第8巻」東京創元社、1959年、新版1974年、ISBN 4488019080
- 水野亮訳『ゴリオ爺さん』筑摩世界文学大系29・筑摩書房、新装版2000年、ISBN 4480206299
- 平岡篤頼訳『ゴリオ爺さん』新潮文庫、1972年、改版2005年、ISBN 4102005056
- 高山鉄男訳『ゴリオ爺さん』岩波文庫 上・下、初版1997年、ISBN 4003253086、ISBN 4003253094
- 鹿島茂訳『ペール・ゴリオ』藤原書店「人間喜劇セレクション1」、1999年、ISBN 4894341344
- 博多かおる訳『ゴリオ爺さん』 野崎歓解説、『バルザック』ポケットマスターピース03：集英社文庫ヘリテージシリーズ、2015年、ISBN 4087610365
- 中村佳子訳『ゴリオ爺さん』光文社古典新訳文庫、2016年 ISBN 978-4334753375